# Matías Galbe y Oliván
Matías Galbe y Oliván (siglo XIX - 1910) fue un político español del siglo XIX

## Reseña biográfica
Abogado del Colegio de Abogados de Zaragoza, obtuvo el título de Doctor en Derecho por la Universidad Central de Madrid en 1863.
Fue nombrado concejal en el ayuntamiento de Zaragoza tras la toma del poder por Espartero en 1854. Fue luego alcalde de Zaragoza dimitiendo en 1869 como consecuencia de la llegada del Sexenio Democrático.
Del 4 de marzo de 1873 al 26 de septiembre de 1873 fue presidente de la Diputación Provincial de Zaragoza.
Falleció en 1910.
| Predecesor: Joaquín Martón y Gavín | Presidente de la Diputación Provincial de Zaragoza 04 de marzo de 1873 - 26 de septiembre de 1873 | Sucesor: Francisco Velázquez |